# جوزار بکش
جوزار بکش، روستایی از توابع بخش مرکزی شهرستان ممسنی در استان فارس ایران است.

## جمعیت
این روستا در دهستان جوزار قرار دارد و براساس سرشماری مرکز آمار ایران در سال ۱۳۹٩، جمعیت آن ٢٢١٨ نفر (362خانوار) بوده‌است.